# Natalija Konstantinović
Natalija Konstantinovic (serbo cirillico: Наталија Константиновић; Trieste, 10 ottobre 1882 – Parigi, 21 agosto 1950) è stata una principessa del Montenegro come la moglie del principe Mirko Petrović-Njegoš.

## Famiglia
Figlia del colonnello Alexander Konstantinovic (morto nel 1914) e di Milena Opuić, discendeva dalla casa di Obrenović, dinastia che aveva governato la Serbia per la maggior parte del XIX secolo. Aveva un fratello. La nonna paterna, la principessa Anka Obrenović, era la nipote di Miloš Obrenović I, principe di Serbia, fondatore della Casa di Obrenovic. Natalija e la sua famiglia furono esiliati dalla Serbia dopo che suo padre aveva criticato l'impopolare matrimonio del re Alessandro I con Draga Mašin. Vissero tra Nizza, Italia e Vienna.

## Primo matrimonio
Il 25 luglio 1902, a Cettigne, Natalija sposò il principe Mirko del Montenegro, granduca di Grahovo e Zeta, il secondo figlio di Nicola I del Montenegro. Mirko si innamorò di Natalija, descritta come una bellezza bruna dagli occhi scuri. Il re Alessandro non fu soddisfatto dalla notizia del loro matrimonio, in quanto credeva Mirko l'avesse sposata solo per ottenere la corona serba; inoltre, la sorella di Mirko, Zorka era stata la moglie di Alessandro. Come segno del suo malcontento si rifiutò di ricevere Natalija o Mirko alla propria corte.
Poiché Natalija era la nipote della principessa Anka Obrenović, assassinata a Belgrado il 10 giugno 1868 con il cugino Mihailo Obrenović III, il governo serbo dispose che, in caso di morte dei figli del re Alessandro Obrenović, Mirko sarebbe stato proclamato principe ereditario di Serbia. Alla fine di maggio 1903, re Alessandro e la sua consorte, Draga, furono brutalmente assassinati da un gruppo di ufficiali dell'esercito guidati dal capitano Dragutin Dimitrijevic Apis. Prima dell'assassinio, i cospiratori avevano votato per assegnare la corona non a Mirko, ma al cognato, Pietro, il capo della dinastia rivale serba, i Karađorđevićs. Questo perché i Karađorđevićs erano alleati con la Russia, mentre gli Obrenovićs erano decisamente pro-Asburgo. In realtà, il marito di Natalija poi aderì alla società segreta nazionalista serba detta Mano Nera nel 1911, aspirando ad esserne il leader.
La coppia ebbe cinque figli:
- Shchepac (Stephan) (Cettigne, 27 agosto 1903 - Cannes, 15 marzo 1908);
- Stanislaw (Cettigne, 30 gennaio 1905 - Cattaro, 4 gennaio 1908);
- Michele (Cettigne, 1º settembre 1908 – Parigi, 24 marzo 1986);
- Pavle (Paul) (Podgorica, 16 maggio 1910 - giugno 1933);
- Emmanuel (Cettigne, 10 giugno 1912 - Biarritz, 26 marzo 1928).

La coppia divorziò nel 1917, e Natalija si trasferì a Parigi con i figli sopravvissuti. L'anno seguente, Mirko morì a Vienna e il figlio Michele divenne capo della Casa del Montenegro e pretendente al trono del regno del Montenegro.

## Secondo matrimonio
Il 9 gennaio 1920, sposò a Eastbourne, nel Sussex, Gastone, conte Errembault di Dudzeele, un diplomatico belga, dalla quale ebbe due figlie:
- Hélène Errembault di Dudzeele (1921-2006), sposò Philippe Hiolle. Ebbero figli.
- Anne-Marie Errembault di Dudzeele (1922-1984), sposò nel 1946, Philippe Cerf, e nel 1958, Pierre Saville. Ebbero figli.

## Morte
Natalija morì a Parigi il 21 agosto 1950, all'età di 67 anni.